# Plexaurella kunzei
Plexaurella kunzei är en korallart som beskrevs av Kükenthal 1916. Plexaurella kunzei ingår i släktet Plexaurella och familjen Plexauridae. Inga underarter finns listade i Catalogue of Life.